# Goiești (Fehér megye)
Goiești falu Romániában, Erdélyben, Fehér megyében. Közigazgatásilag Alsóvidra községhez tartozik.

## Fekvése
Alsóvidra közelében fekvő település.

## Története
Goieşti az Erdélyi-középhegységben fekvő, Alsóvidra községhez tartozó, a hegyoldalakon és völgyekben elszórtan fekvő, mócok lakta pár házból álló apró falvak egyike, mely korábban Alsóvidra része volt. Különvált Dealu Goieşti, Haiduceşti, Lunca de Jos, Lunca de Sus (utóbb Alsóvidra része lett), Lunca Goieşti, Oidești, Vâlcăneasa, valamint Băceşti, Dănileşti és Bordeşti, Goeşti; utóbbi három később Dealu Goieşti része lett.
1956-ban 99 lakosa volt. 1966-ban 84, 1977-ben 92, 1992-ben 82, 2002-ben pedig 68 román lakosa volt.

## Nevezetességek
- A 18. században épült ortodox fatemploma a romániai műemlékek jegyzékében az AB-II-m-A-00232 sorszámon szerepel.[2]